# Педуря (Алба)
Педуря (рум. Pădurea) — село у повіті Алба в Румунії. Входить до складу комуни Метеш.
Село розташоване на відстані 275 км на північний захід від Бухареста, 7 км на захід від Алба-Юлії, 75 км на південь від Клуж-Напоки.

## Населення
За даними перепису населення 2002 року у селі проживали 55 осіб, з них 54 особи (98,2%) румунів. Рідною мовою 54 особи (98,2%) назвали румунську.